# Luis García García
Luis García (Peñaranda de Bracamonte, Salamanca, 1 de mayo de 1964) es un exfutbolista que jugaba como defensa central. Destacó en las filas del RCD Mallorca, lo que le llevó a debutar con la selección española y ficha por el Atlético de Madrid.

## Carrera profesional
Luis comenzó su carrera profesional jugando en el equipo de su pueblo, el Peñaranda, pasando en 1979 a las categorías inferiores del U. D. Salamanca, donde recibe su formación como futbolista.
Con 18 años, en la temporada 82-83 debuta con el primer equipo, en un primer partido que le enfrentó al Sporting de Gijón, partido de primera división. A partir de este partido comienza su carrera profesional. Antes de esta incorporación en el primer equipo había sido seleccionado y disputado partidos con la selección nacional sub-18. En los primeros compases de su carrera con el Salamanca también es escogido para los enfrentamientos oficiales de la selección sub-21.
En el Salamanca juega hasta la temporada 84-85 y tras descender a segunda división , pasa a formar parte de la plantilla del R. C. D. Mallorca donde jugará hasta la temporada 87-88. En su primera temporada en este equipo, Luis consigue el gol que permite el ascenso a primera división al Mallorca. En la 85-86 el Mallorca se clasifica con un muy meritorio sexto puesto en la tabla al final de la temporada. También en ese año y con la camiseta de la selección sub-21, Luis junto con el resto de sus compañeros, consiguieron el Campeonato de Europa en el partido de vuelta disputado en Valladolid.
Durante la temporada 87-88 Luis García consigue la internacionalidad absoluta. Es entonces cuando es fichado y traspasado al Atlético de Madrid. En la siguiente temporada, juega cedido durante seis meses en el C . D. Tenerife, aunque constará que será en el Atlético de Madrid, equipo al que realmente pertenecía, donde tendrá que terminar su carrera profesional debido a una lesión de rodilla incompatible con el máximo rendimiento en el más alto nivel de competición.
Actualmente mantiene intacto su vínculo con el club Atlético de Madrid jugando partidos amistosos y algunas pequeñas competiciones con el equipo de veteranos. Su hijo Rubén García sigue sus pasos, formándose en el Atlético de Madrid, el Getafe C. F.  y en el C. D. A.Navalcarnero.

## Clubs
| Club                    | País   | Año       | Partidos | Goles |
| ----------------------- | ------ | --------- | -------- | ----- |
| C. D. Salmantino        | España | 1979-1982 |          |       |
| U. D. Salamanca         | España | 1982-1985 | 64       | 7     |
| R. C. D. Mallorca       | España | 1985-1988 | 106      | 14    |
| Atlético de Madrid      | España | 1988-1989 | 17       | 0     |
| C. D. Tenerife (cedido) | España | 1989-1990 | 7        | 0     |
| Total                   | Total  | Total     | 194      | 21    |

## Selección nacional
Fue campeón de Eurocopa Sub-21 con España en el año 1986 tras vencer en la final a doble partido a Italia sub-21. La ida se disputó en Roma y la vuelta en Valladolid.
Participó con la selección olímpica en la clasificación Juegos Olímpicos de Seúl 1988 disputando 4 partidos en los que no consiguieron clasificarse.
Debutó con selección española en partido amistoso el 27 de enero de 1988, en un España 0-0 Alemania Democrática. Fue su único partido con la selección absoluta. Entró en el minuto 73 sustituyendo a Míchel.

## Palmarés

### Copas internacionales
| Título          | Club             | País          | Año  |
| --------------- | ---------------- | ------------- | ---- |
| Eurocopa sub-21 | Selección sub-21 | Italia España | 1986 |